# Dina lineata
Dina lineata är en ringmaskart som först beskrevs av Otto Friedrich Müller 1774.  Dina lineata ingår i släktet Dina, och familjen hundiglar. Arten är reproducerande i Sverige.